# Leon Gregorowicz

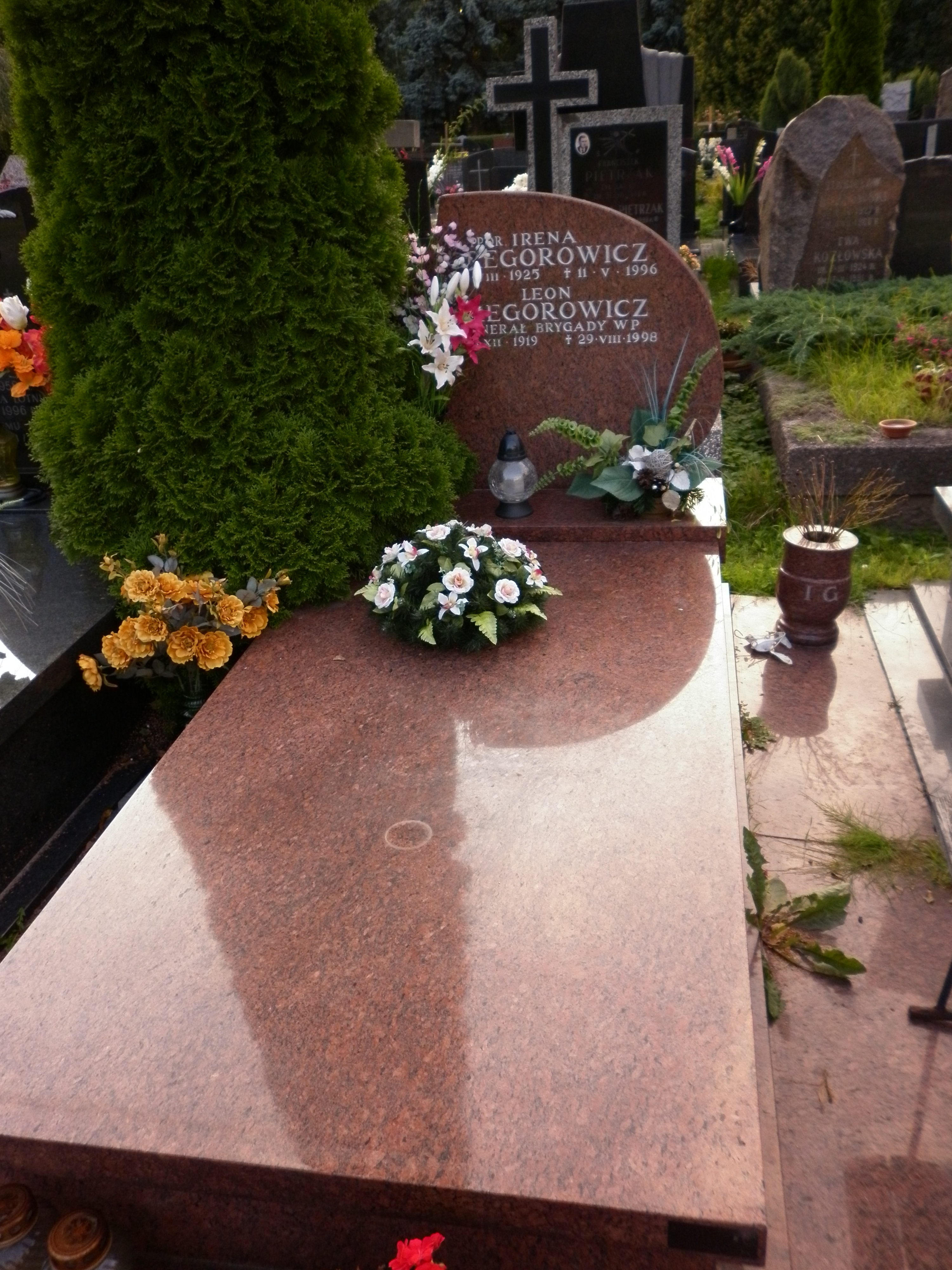
Grób Leona Gregorowicza i jego żony Ireny na Cmentarzu Wojskowym na Powązkach

Leon Gregorowicz (ur. 16 grudnia 1919 w Sasowie, zm. 29 sierpnia 1998 w Warszawie) – generał brygady ludowego Wojska Polskiego.

## Życiorys
Do 1938 skończył 6 klas szkoły powszechnej w Sasowie, a następnie 6 klas gimnazjum państwowego w Złoczowie. Od stycznia 1937 pracował jako robotnik w firmie "Polonia", a od stycznia 1939 w przedsiębiorstwach państwowych. We wrześniu 1940 został wcielony do Armii Czerwonej i skierowany do Szkoły Czołgistów w Charkowie. Od 24 czerwca 1941 służył w 7 samodzielnym pułku samochodowym, a od sierpnia 1941 w 773 zapasowym batalionie budowlanym jako sierżant i dowódca plutonu. Od kwietnia 1942 pracował jako szofer w cegielni w miejscowości Kokszetan.
W maju 1943 na własną prośbę rozpoczął służbę w Polskich Siłach Zbrojnych w ZSRR. Ukończył Szkołę Podchorążych Piechoty, w której był również dowódcą plutonu szkolnego.  Następnie od sierpnia 1943 zastępca dowódcy kompanii moździerzy w 3 Pułku Piechoty 1 Dywizji Piechoty im. Tadeusza Kościuszki. 28 sierpnia 1943 w Sielcach został promowany przez gen. Zygmunta Berlinga na stopień chorążego piechoty (na mocy rozkazu dowódcy 1 Korpusu PSZ w ZSRR z 1 września 1943). Uczestnik bitwy pod Lenino, gdzie był kontuzjowany 13 października 1943. Następnie przeszedł szlak bojowy 1 Dywizji Piechoty od Dęblina do Berlina. W maju 1944 został dowódcą samodzielnego plutonu administracyjnego dywizji (ochrony sztabu), a od 24 marca 1945 był dowódcą samodzielnej kompanii rusznic przeciwpancernych. W styczniu 1945 był dowódcą kompanii honorowej podczas pierwszej defilady w Warszawie.
Po wojnie został w listopadzie 1945 pomocnikiem szefa II oddziału sztabu 1 Dywizji Piechoty. Od czerwca 1946 przebywał na kursie oficerów sztabów wielkich jednostek w Centrum Wyszkolenia Piechoty w Rembertowie, który ukończył w grudniu 1946 z oceną bardzo dobrą i ze stopniem majora. Po ukończeniu kursu został referentem spraw wojskowych w Gabinecie I wiceministra obrony narodowej. Od 1948 był dowódcą 2 Berlińskiego Pułku Piechoty w Legionowie w stopniu podpułkownika. W latach 1950–1951 przebywał na kursie doskonalenia dowódców przy Akademii Sztabu Generalnego WP im. gen. broni Karola Świerczewskiego. We wrześniu 1951 został dowódcą 25 Dywizji Piechoty w Siedlcach.
W latach 1952–1956 był komendantem Korpusu Kadetów Korpusu Bezpieczeństwa Wewnętrznego w Warszawie. Po rozwiązaniu korpusu kadetów był w latach 1956–1959 zastępcą szefa Departamentu Kadr MON. W 1957 zaocznie ukończył studia w Akademii Sztabu Generalnego. Od 13 grudnia 1959 szef Zarządu VIII Uzupełnień i Służby Wojskowej w Sztabie Generalnym WP. W listopadzie 1966 został szefem Zarządu XI Normatywno-Administracyjnego Sztabu Generalnego WP. Od 8 grudnia 1969 do kwietnia 1973 attaché wojskowy, morski i lotniczy przy Ambasadzie PRL w Kairze. W 1973 został kierownikiem zespołu - zastępcą pełnomocnika Szefa Sztabu Generalnego WP ds. specjalnych. W 1974 został szefem Zespołu Operacyjnego ds. Polskich Wojskowych Jednostek Specjalnych w Doraźnych Siłach Zbrojnych ONZ na Bliskim Wschodzie. Był odpowiedzialny za przygotowanie i wyszkolenie polskich żołnierzy do wyjazdu na misję ONZ. Od 1980 był głównym specjalistą ds. Polskiego Kontyngentu Wojskowego w Siłach Zbrojnych ONZ w Syrii (w strukturze Głównego Zarządu Szkolenia Bojowego). 
W lipcu 1985 przeniesiony w stan spoczynku z powodu osiągnięcia wieku emerytalnego. 15 września 1988 został na mocy uchwały Rady Państwa PRL awansowany wraz z grupą kombatantów do stopnia generała brygady w stanie spoczynku – nominację wręczył mu w Belwederze przewodniczący Rady Państwa PRL gen. armii Wojciech Jaruzelski.
Jest pochowany na Cmentarzu Wojskowym na Powązkach (kwatera FII-dodatkowy-8).

## Awanse
W trakcie wieloletniej służby w ludowym Wojsku Polskim otrzymywał awanse na kolejne stopnie wojskowe:
- chorąży – 1 września 1943
- podporucznik – 1944
- porucznik – 2 maja 1945
- kapitan – 23 grudnia 1945
- major – 6 grudnia 1946
- podpułkownik – 10 lipca 1948
- pułkownik – 19 stycznia 1953
- generał brygady w stanie spoczynku – 15 września 1988

## Życie prywatne
Syn Jana (1877-1944), majstra murarskiego i Pauliny (1888–1938). Mieszkał w Warszawie. Od 1945 żonaty z Ireną z domu Zubik (1925–1996). Miał syna i córkę.

## Odznaczenia i wyróżnienia
- Order Sztandaru Pracy II klasy (1979)
- Krzyż Komandorski Orderu Odrodzenia Polski (1968)
- Krzyż Oficerski Orderu Odrodzenia Polski (1963)
- Krzyż Kawalerski Orderu Odrodzenia Polski (1958)
- Order Krzyża Grunwaldu III klasy (1946)
- Krzyż Walecznych (1945)
- Złoty Krzyż Zasługi (1954)
- Srebrny Krzyż Zasługi (1945)
- Srebrny Medal „Zasłużonym na Polu Chwały” (1945)
- Medal za Warszawę 1939–1945
- Medal za Odrę, Nysę, Bałtyk
- Medal „Za udział w walkach o Berlin” (1966)
- Medal Za udział w walkach w obronie władzy ludowej
- Medal Zwycięstwa i Wolności 1945
- Medal 10-lecia Polski Ludowej
- Medal 30-lecia Polski Ludowej
- Medal 40-lecia Polski Ludowej
- Złoty Medal „Siły Zbrojne w Służbie Ojczyzny”
- Srebrny Medal Siły Zbrojne w Służbie Ojczyzny
- Brązowy Medal Siły Zbrojne w Służbie Ojczyzny
- Srebrny Medal „Za zasługi dla obronności kraju” (1968)
- Brązowy Medal „Za zasługi dla obronności kraju”
- Odznaka Grunwaldzka
- Złota odznaka honorowa „Za Zasługi dla Warszawy” (1978)[4]
- Srebrna odznaka honorowa „Za Zasługi dla Warszawy” (1965)[5]
- Order Czerwonej Gwiazdy (ZSRR)
- Order Wojny Ojczyźnianej II stopnia (ZSRR, 1968)
- Medal „Za wyzwolenie Warszawy” (ZSRR)
- Medal „Za zdobycie Berlina” (ZSRR)
- Medal za Zwycięstwo nad Niemcami w Wielkiej Wojnie Ojczyźnianej 1941–1945 (ZSRR)
- Medal jubileuszowy „Dwudziestolecia zwycięstwa w Wielkiej Wojnie Ojczyźnianej 1941–1945” (ZSRR)
- Medal jubileuszowy „Trzydziestolecia zwycięstwa w Wielkiej Wojnie Ojczyźnianej 1941–1945” (ZSRR)
- Medal jubileuszowy „Czterdziestolecia zwycięstwa w Wielkiej Wojnie Ojczyźnianej 1941–1945” (ZSRR)
- Wpis do Honorowej Księgi Czynów Żołnierskich (1983)
- inne odznaczenia